# Boza

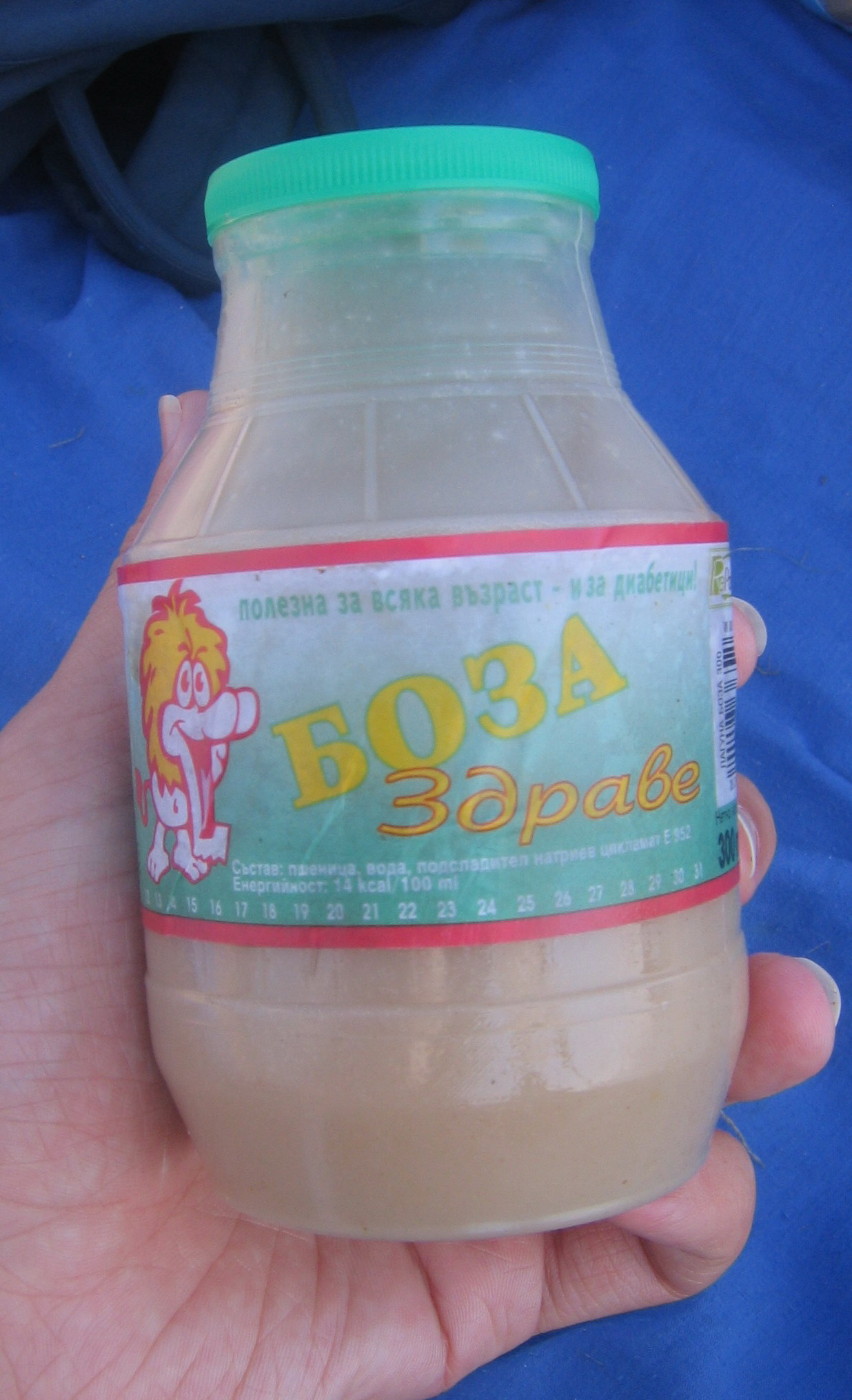
Boza bulgara

La boza, anche bosa (dal turco: boza), è una bevanda fermentata popolare in Turchia, Kazakistan, Kirghizistan, Albania, Kosovo, Bulgaria, Macedonia, Montenegro, Bosnia-Erzegovina, parti della Romania, Serbia, Ucraina, Polonia e Lituania.
La boza è una bevanda di malto, originariamente a base di miglio, ingrediente base ancora usato (insieme al grano) in Bulgaria e Romania: si produce anche con mais e grano in Albania, e con grano fermentato in Turchia. Essa possiede una bassa gradazione alcolica (di solito circa l'1%). Ci sono diversi tipi di boza, i più importanti dei quali sono la boza turca (densa e dolce), e quelle bulgara e albanese (diluite e più acidule).

## Etimologia
Etimologicamente, si presume che la parola boza abbia un'origine turco-chagatai  o  persiana  (mentre in turco-chagatai boza significa 'bevanda fatta di latte di cammello', büze è il termine persiano usato per miglio). L'etimo bulgaro boza, noto anche dalla bevanda proto-bulgara buzá, "una bevanda grigia come il kvas", è preso in prestito dal turco e forse la fonte dell'inglese booze, "una bevanda alcolica" attraverso la lingua romaní (cfr. anche turco-chagatai, turco ottomano, ecc., boza e chuvash pora, la sua controparte in turco oghuro, che potrebbe in definitiva essere la fonte della parola germanica beer). Abbastanza notevolmente, il greco moderno μπούζα búza, un prestito tardivo, si riferisce all'arbusto Viburnum opulus. Esso potrebbe essere un prestito dallo slavo meridionale (anche se le forme slave meridionali sembrano riflettere solo * bьзь (* b'z ')), oppure potrebbe provenire direttamente dal turco con un significato non ivi attestato, dopo aver sostituito il nome per la stessa pianta come precedentemente accadde in slavo.

## Storia

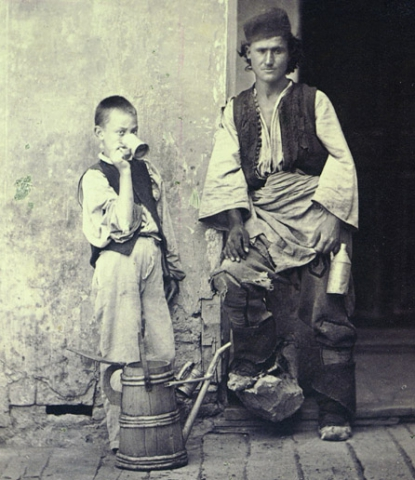
Venditore di boza a Bucarest nel 1868

La determinazione accurata dell'origine della boza è difficile, poiché bevande alcoliche a base di miglio erano già note ad alcune civiltà antiche (Babilonesi, Egizi). Bevande fermentate di cereali (generalmente miglio) furono prodotte dagli abitanti dell'Anatolia e della Mesopotamia fin dal IX o l'VIII millennio a.C., e Senofonte menzionò nel IV secolo a.C. come la gente del posto conservava e raffreddava i preparati in vasi di terracotta che venivano sepolti. Ci sono riferimenti che menzionano una "bevanda fermentata (macinata) di miglio "simile alla boza" in testi accadi e sumeri; si dice che la bevanda si chiamasse rispettivamente arsikku e ar-zig.
Nel caso della Boza, vari autori spesso si riferiscono a un'origine centroasiatica. Da qui la bevanda fu portata in Anatolia da tribù nomadi. Fra queste, i turchi selgiuchidi chiamavano bevande simili alla birra bekni. Il viaggiatore arabo Ibn Battuta riferì della boza dei turchi dell'Asia centrale quando nel XIV secolo visitò la regione.
Nell'impero ottomano, la produzione di boza era un'importante attività commerciale, e furono fondati molti locali di produzione e di consumo (chiamate bozahâne). Lo scrittore di viaggi ottomano Evliya Çelebi, il quale percorse quasi in tutto il mondo allora conosciuto, ha spiegato nel primo volume ("Istanbul") del suo Seyahatname ("Diari di viaggio"), che nel XVII secolo solo a Istanbul c'erano 300 negozi di boza che impiegavano oltre un migliaio di persone. La boza era anche la bevanda preferita dei giannizzeri. La bevanda conteneva solo un basso livello di alcol, quindi fintanto che non veniva consumato in quantità sufficiente a causare ubriachezza, era tollerato come bevanda per riscaldare e rinforzare i soldati. Ancora Evliya Çelebi scrive: "Questi produttori di boza sono numerosi nell'esercito: bere abbastanza boza per provocare l'intossicazione è peccaminoso ma, a differenza del vino, in piccole quantità non è condannato. " In tempo di guerra, un bozacı - il produttore di boza - seguiva sempre le truppe e quindi ne assicurava la fornitura. Sotto Selim III venne lanciata sul mercato una versione con oppio, la cosiddetta "boza tartara": a questo proposito, sempre Evliya Çelebi racconta di persone divenute dipendenti a causa della Boza, le quali "non venivano mai morse da cani randagi", perché avevano sempre con sé un bastone da passeggio a causa della loro andatura instabile. Sotto Mehmed IV, tutte le bevande alcoliche, comprese quelle a basso tenore di alcol come la boza, vennero vietate, anche se senza successo. Il sultano inoltre fece chiudere tutti i negozi di boza. Questo divieto venne rafforzato e poi allentato più volte nel corso della storia dell'impero.
Con il dominio ottomano, la boza arrivò nei Balcani, soprattutto in Bulgaria e Romania dove è conosciuta rispettivamente come боза e bragă. Prima della diffusione dei negozi di dolciumi bulgari (sladkarnitsa), dove la boza veniva spillata da grandi contenitori in capaci bicchieri, i venditori ambulanti di Boza erano diventati parte di ogni strada cittadina. Poiché molti di questi venditori ambulanti erano albanesi, in Bulgaria si crede che la boza sia una bevanda albanese. Nella città bulgara di Radomir, che nel XVIII secolo era uno dei centri della produzione di boza, c'è un monumento in onore dei venditori ambulanti di boza.
Anche nelle province ottomane mediorientali come per esempio l'Egitto si consumava boza. Qui essa viene prodotta in parte con una maggiore percentuale di alcol (fino al 7%), e a volte viene chiamata boza una bevanda simile a base di liquirizia.
Nel diciannovesimo secolo, la boza dolce e non alcolica preferita nel palazzo imperiale ottomano divenne sempre più popolare, mentre il tipo aspro e alcolico di boza passò di moda. Nel 1876, i fratelli Haci Ibrahim e Haci Sadik fondarono un negozio di boza, il Vefa bozacısı, nel quartiere storico di Vefa a Istanbul, vicino all'allora centro di intrattenimento, Direklerarası. Questa boza, con la sua consistenza densa e il sapore dolce, divenne famosa in tutta la città: essa veniva consumata in passato nel palazzo imperiale e, non ultimo, da Mustafa Kemal Atatürk.  L'azienda è ora gestita dai pronipoti di Hacı Sadık e di Hacı Ibrahim, ed è l'unico negozio di boza risalente a quel periodo ancora in attività oggi.
A differenza della versione spesso piuttosto acida e diluita, prodotta ancora fra l'altro in Bulgaria o Albania, questo tipo della boza è più densa e più dolce. Insieme a essa si mangiano spesso ceci arrostiti, che si possono acquistare in un negozio di fronte.
L'autore turco Orhan Pamuk ha immortalato la boza nel suo romanzo La stranezza che ho nella testa. Il protagonista, Mevlut, arriva dalla provincia anatolica a Istanbul negli anni '60. Qui si guadagna da vivere per sé e la sua famiglia con la vendita ambulante di boza.

## Produzione e consumo

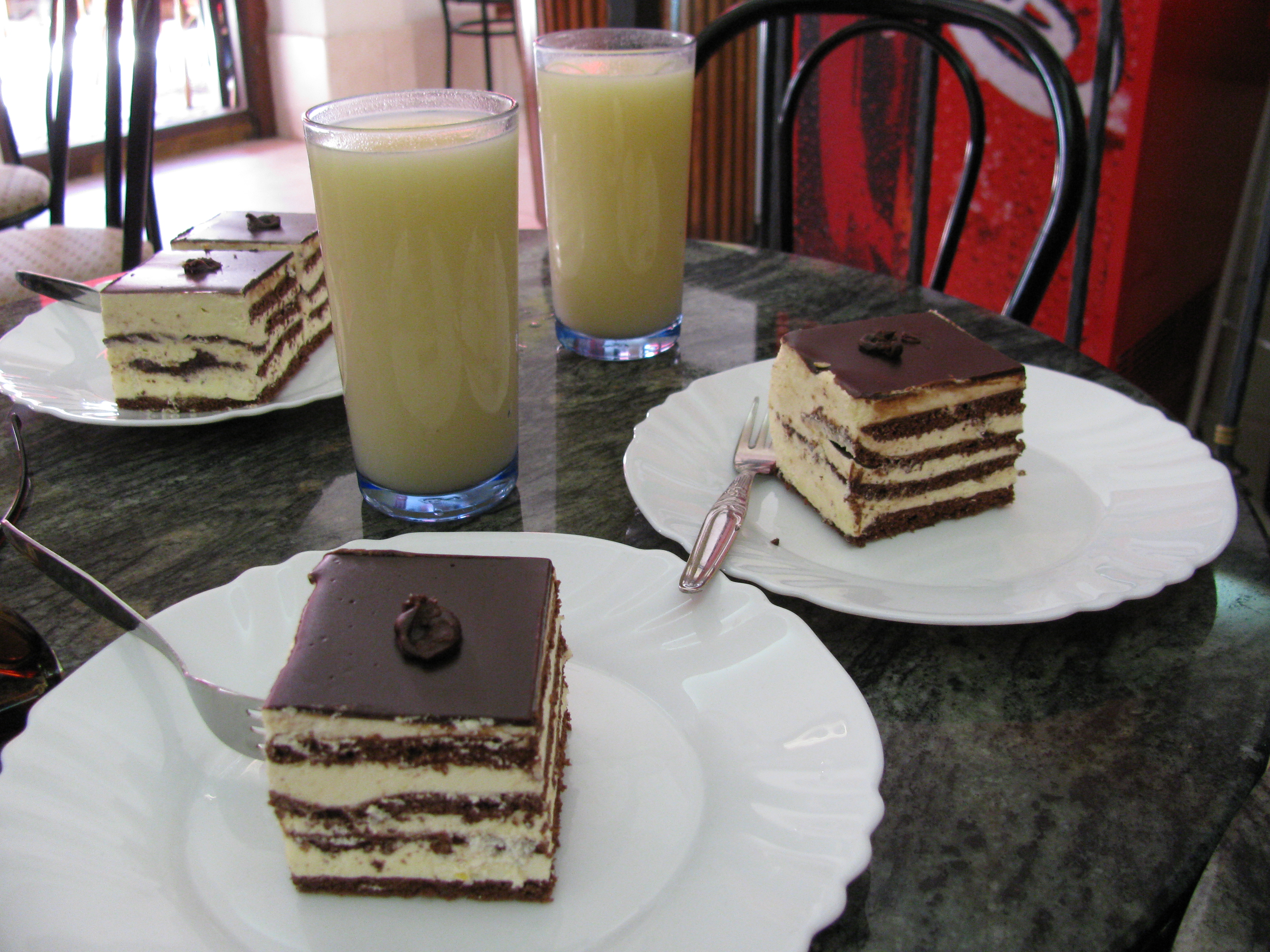
Boza e dolci boem šnita a Sarajevo

Originariamente la boza veniva preparata con il miglio. Tuttavia, possono essere utilizzati tutti i tipi di cereali. La fermentazione produce acido lattico ed etanolo, il prodotto finito contiene tra 0,6 e 1% di alcol. La qualità delle porzioni è diversa, poiché l'agente di fermentazione è abbastanza eterogeneo nelle proporzioni batteri / lievito. A seconda della variante essa viene anche ulteriormente addolcita.
Misurando campioni di boza ottenuti da farina di mais, grano e riso, ricercatori hanno determinato una media del 12,3% di zucchero totale, 1,06% di proteine e 0,07% di grassi.
A seconda della consistenza, la boza ha un colore bianco-marrone e una consistenza liquida o viscosa. La bevanda è molto nutriente e viene offerta a prezzi ragionevoli. I più vecchi poster pubblicitari in Bulgaria avevano come soggetto bambini ben nutriti e con le guance rosse per il consumo di boza. Nei Balcani si beve in ogni stagione, specialmente a colazione insieme alla Banitsa.
In Turchia, fino all'introduzione della tecnologia della refrigerazione essa era una tipica bevanda invernale. Adesso si può comprare al supermercato tutto l'anno, ma a causa del suo (anche se basso) contenuto di alcol non è certificata ḥalāl.